# Budzjak
Budzjak (bulgarsk, russisk og ukrainsk: Буджак; rumænsk: Bugeac; Gagauz og tyrkisk: Bucak), der indtil 1812 var en del af Bessarabien, er en historisk region i Ukraine og Moldova. Den tyndtbefolkede multietniske region med 600.000 mennesker har et areal på 13.188 km3 ligger langs Sortehavet mellem floderne Donau og Dnestrs udløb ligger i den sydlige del af det historiske Bessarabien. I dag er den største del af regionen inkluderet i Ukraines Odessa oblast, mens resten er inkluderet i Moldovas sydlige distrikter. Regionen grænser mod nord til resten af Moldova, mod vest og syd til Rumænien og mod øst af Sortehavet og resten af Ukraine.

## Navn og geografi
Historisk set var Budzjak den sydøstlige del af Bugeac Steppen i Moldavien. Omgivet af den nordlige Trajans mur ved dens nordlige ende, af Donau-floden og Sortehavet mod dens syd, af Tigheci-bakkerne (lige øst for Prut-floden) mod vest og Dnjestr-floden mod øst, var det kendt som det historiske Bessarabien indtil 1812, hvor dette navn blev givet til den større region beliggende mellem de to floder, inklusive Budzjak. Som det blev brugt i middelalderen, kan udtrykket geografiske område omfatte omegnen af Akkerman, Bender og Kiliia.
Selve navnet Budzjak blev givet til området under det osmanniske styre (1484-1812) og stammer fra det tyrkiske ord bucak, der betyder "grænseland" eller "hjørne", der groft refererer til landet mellem det daværende Akkerman (nu Bilhorod-Dnistrovskyi), Bender og Ismail.
Efter 1812 kom udtrykket Bessarabien til at gælde for hele Moldavien øst for Prut-floden. Følgelig bliver Budzjak nogle gange omtalt som "Sydlige Bessarabien".[kilde mangler]
Efter den sovjetiske besættelse af Bessarabien i 1940 blev dens sydlige del, som var inkluderet i den ukrainske SSR (i modsætning til det meste af Bessarabien, som var inkluderet i den moldaviske SSR), kendt som Budzjak, og var dermed lidt mindre end den historiske betegnelse.
Udover det sydlige Bessarabien er andre beskrivende udtryk blevet anvendt på regionen: det bulgarske Bessarabien (ukrainsk: Болгарська Бессарабія, translit. Bolhars'ka Bessarabiia), Akkermanshchyna (ukrainsk: Аккерманщина), og Vestlige Odessa oblast (ukrainsk: Західнa Одещина, translit. Zakhidna Odeshchyna ).
Området er blevet betegnet forskelligt på engelsk, herunder Budjak, Budzhak, Bujak og Buchak. Navnet har en række stavemåder på sprogene i regionen: Budziak på polsk, Bugeac på rumænsk, Buxhak på albansk, Bucak på tyrkisk og Буджак på ukrainsk, bulgarsk og russisk, alle udtales mere eller mindre som [budʒak].